# NGC 1587
NGC 1587 је елиптична галаксија у сазвежђу Бик која се налази на NGC листи објеката дубоког неба.
Деклинација објекта је + 0° 39' 45" а ректасцензија 4h 30m 40,0s. Привидна величина (магнитуда) објекта NGC 1587 износи 11,7 а фотографска магнитуда 12,7. Налази се на удаљености од 34,170 милиона парсека од Сунца. NGC 1587 је још познат и под ознакама UGC 3063, MCG 0-12-35, CGCG 393-28, KCPG 99A, 2ZW 12, PGC 15332.